# 그란 투리스모 스포트
《그란 투리스모 스포트》(Gran Turismo Sport, グランツーリスモSPORT, GT Sport)는 플레이스테이션 4용으로 폴리포니 디지털이 개발하고 소니 인터랙티브 엔터테인먼트가 배급한 레이싱 게임이다. 2017년 10월 17일 북아메리카에, 2017년 10월 18일 유럽에, 2017년 10월 19일 일본에 출시되었으며 그란 투리스모 시리즈 가운데 13번째 게임이자 메인 시리즈 중 7번째 게임이며 플레이스테이션 4용으로 출시된 시리즈 내 최초의 게임이다.
그란 투리스모 스포트가 주로 초점을 두는 것들 가운데 하나는 국제 모터스포트 관리 단체 국제 자동차 연맹(FIA)의 지원을 받는 경쟁 온라인 레이싱, 그리고 FIA 인증 그란 투리스모 챔피언십의 플랫폼의 역할을 하는 것이다. 이 게임은 168개의 차량과 29개의 트랙과 함께 런칭되었으나 무료 게임 업데이트를 통해 2019년 12월 기준 324개 차량과 82개 트랙 구성으로 변경되었다. 무료 업데이트는 또한 게임에 더 전통적인 싱글 플레이어 캠페인 모드를 추가하였다.

## 게임플레이
전작과 비슷하게 그란 투리스모 스포트는 레이싱 게임의 하나로서 2개의 모드를 포함한다: 스포트 모드, 아케이드 모드. 온라인 레이싱 또한 지원된다. 이 게임은 시리즈에서 과거의 프롤로그 타이틀들과는 차이점이 있으며 더 많은 콘텐츠를 제공한다. 그란 투리스모 5, 그란 투리스모 6와는 달리 이 게임은 동적 기후 시스템이나 밤낮 주기를 제공하지 않는다. 그러나 플레이어는 경기에 앞서 레이스의 낮 시간을 조정하는 옵션을 제공받는다. 324개 차량과 82개 트랙이 32개 지점에 위치해 있다. (2019년 12월 기준)

## 평가
리뷰 애그리게이터 메타크리틱에 따르면 그란 투리스모 스포트는 전반적으로 긍정적인 평가를 받았다.